# Адреналин (албум)
Адреналин је други студијски албум српске поп певачице Дајане Пенезић, издат 2009. године за ФМ Продакшн. Насловна нумера Адреналин је била велики хит и за њу је снимљен музички спот. Такође је снимљен спот за песму Ред бул. Већину песама су радили Филип Милетић и Милош Рогановић, осим песме Трешње коју коју су писали Весна Петковић и Срђан Симић Камба из Дивљег кестена.

## Списак песама
Аутор(и) свих текстова: Филип Милетић и Милош Рогановић осим 10 Весна Петковић, аутор(и) свих песама: Филип Милетић, Милош Рогановић, осим 10 Срђан Симић Камба.
| №   | Назив           | Трајање |  |
| 1.  | Адреналин       |         |  |
| 2.  | Ред бул         |         |  |
| 3.  | Последњи пут    |         |  |
| 4.  | Куме мој        |         |  |
| 5.  | После кише      |         |  |
| 6.  | Моје једино     |         |  |
| 7.  | Мали гад        |         |  |
| 8.  | Узалуд          |         |  |
| 9.  | Глава или писмо |         |  |
| 10. | Трешње          |         |  |